# Време крварења
Време крварења јесте једна од метода мерења брзине коагулације крви.

## Метод
Стерилном ланцетом или иглом се убоде врх прста или ушна ресица и мери се време за које ће се крв појавити и за које ће престати крварење из ране. Крварење физиолошки траје од 1 до 6 минута. Време крварења зависи од дубине ране и степена хиперемије током извођења теста. Недостатак фактора коагулације ће значајно продужити време крварења, а нарочито је продужено и опасно када недостају тромбоцити.